# Розета (војска)
Розета је украсни брош који се користи за ознаку чина на еполети униформе у Војсци Србије, Полицији Србије/Ватрогасно-спасилачкој служби и Управи за извршење кривичних санкција уместо петокраке звезде која се раније користила у Југословенској народној армији, Народној милицији, Војсци Југолсавије и Војсци Србије и Црне Горе. Розета се такође користила као украс у облику броша за војску Kраљевине Србије и Kраљевине СХС/Kраљевине Југославије.
Народни израз за розете био је чварци/чварак, односно за розете на еполетама униформе у војсци Kраљевине Србије и Kраљевине СХС/Kраљевине Југославије. Tакође овај израз се користи и у данашњем времену због визуелне сличности са чварцима.
Розета са осам латица цвета, својим изгледом и положајем симболише јединство, мир и стабилност, а са више различитих латица симболише динамичност мултикултуралног и толерантног друштва. Својом древном симболиком из периода пре аврамског хришћанства односно из времена паганизма представља сунце, звезду, живот и природу.
Србија има дугу традицију у орнаментици, која се највише може видети у архитектури и сликарству, као и у одевним и употребним предметима, украшеним књигама итд. Чести су орнаменти цвећа и биљних увоја и преплета, међу којима је симбол розете најкоришћенији у својим различитим стиловима.